# Julnatt (musikalbum)
Julnatt är ett julalbum från 1995 av Sten Nilsson & Joybells, utgivet på Scranta.

## Låtlista
1. Stilla natt (Stille Nacht, helige Nacht)
2. Vintervärld (Winter Wonderland)
3. Julnatt
4. Gläns över sjö och strand
5. Jag drömmer om en jul hemma (White Christmas)
6. När juldagsmorgon glimmar (Wir hatten gebauet ein stattliches Haus)
7. Låt julen förkunna (Happy Xmas (War Is Over))
8. När det lider mot jul (Det strålar en stjärna)
9. Låt mig få tända ett ljus (Schlafe mein Prinzchen schlaf ein)
10. Jingeling tingeling (Sleigh Ride)
11. Nu tändas tusen juleljus
12. O helga natt (Cantique Noel)
13. När ljusen tändas därhemma (When It's Lamp Lightin' Time in the Valley)
14. Jul, jul, strålande jul

### Listplaceringar
| Lista (1995-1996) | Topplacering |
| ----------------- | ------------ |
| Sverige           | 44           |